# Новомиколаївка (Бериславський район)
Новомикола́ївка — село в Україні, у Високопільській селищній громаді Бериславського району Херсонської області. Населення становить 792 осіб.

## Історія
12 червня 2020 року, відповідно до Розпорядження Кабінету Міністрів України від № 726-р «Про визначення адміністративних центрів та затвердження територій територіальних громад Херсонської області», увійшло до складу Високопільської селищної громади.
19 липня 2020 року, в результаті адміністративно-територіальної реформи та ліквідації  Високопільського району, увійшло до складу Бериславського району.

### Російське вторгнення в Україну (2022)
Село тимчасово було окуповане російськими військами 24 лютого 2022 року.
21 жовтня 2022 року ОК «Південь» повідомило про завершення комплексу стабілізаційних заходів у звільненому від російської окупації селі.

## Пам'ятки
У селі є храм святого Миколая УПЦ КП.

## Населення
Згідно з переписом УРСР 1989 року чисельність наявного населення села становила 834 особи, з яких 397 чоловіків та 437 жінок.
За переписом населення України 2001 року в селі мешкали 792 особи.

### Мовний склад
Рідна мова населення за даними перепису 2001 року:
| Мова       | Чисельність, осіб | Доля     |
| ---------- | ----------------- | -------- |
| Українська | 748               | 94,44 %  |
| Російська  | 36                | 4,55 %   |
| Інше       | 8                 | 1,01 %   |
| Разом      | 792               | 100,00 % |